# Jambyl Jabayev
Jambyl Jabáyev o Zhambyl Zhabáyev (kazajo: Жамбыл Жабайұлы, ruso: Джамбу́л Джаба́ев; 28 de febrero de 1846, Jüz mayor, ahora Kazajistán - 22 de junio de 1945, Almá-Atá, RSS de Kazajistán, URSS) fue un músico y poeta improvisador tradicional kazajo.

## Vida personal
De acuerdo con una leyenda familiar, su madre Uldán dio a luz cerca del monte Jambyl, cerca del nacimiento del río Chu, mientras huía de un ataque a su aldea. Su padre, Zhabay Istybáiev, entonces dio a su hijo el nombre de la montaña.
Siendo niño, Jambyl aprendió a tocar el dombra a los 14 años y salió de su casa para convertirse en un akýn (Aqyn). Aprendió el arte de la improvisación del akýn Suyunbái Aronulý. Jambyl cantó exclusivamente en idioma kazajo.
Jambyl Jabáyev murió 22 de junio de 1945, ocho meses antes de cumplir los 100 años. Fue enterrado en Almá-Atá en un jardín cultivado por sus propias manos.
Muchos poemas patrióticos, pro-revolución y pro-Stalin y canciones fueron atribuidos a Jambyl en la década de 1930 y fueron ampliamente difundidas en la Unión Soviética.
La ciudad kazaja de Taraz fue nombrada después de Jambyl 1938 a 1997. La provincia de Jambyl, en la que se encuentra Taraz, todavía lleva su nombre.

## Controversia sobre la autoría
Se ha dicho que los verdaderos autores de los poemas publicados de Jambyl eran en realidad los poetas rusos, que fueron acreditados oficialmente como "traductores".
El poeta Andréi Aldán-Semiónov afirmó ser el "creador" de Jambyl, cuando en 1934, se le encomendó por el Partido la tarea de encontrar un akýn. Aldán-Semiónov encontró a Jambyl por recomendación del presidente de un koljós, siendo el único criterio de selección el que el akýn fuera pobre y tuviera muchos hijos y nietos. Después del arresto de Aldán-Semiónov en plena purga de 1938, otros "traductores", escribieron los poemas de Jambyl.
De acuerdo con otra versión, la del periodista kazajo Erbol Kurmanbáiev, Jambyl era el akýn de su clan, pero hasta 1936 fue relativamente desconocido. En ese año, un joven y talentoso poeta Abildá Tazhibáiev "descubrió" a Jambyl. Lo hizo por indicación del Primer Secretario del Partido Comunista de la RSS de Kazajistán entre 1933 y 1938, Levón Mirzoyán, que quería encontrar un akýn similar a Suleimán Stalski, el poeta de Daguestán. Tazhibáiev luego publicó el poema Mi Patria, bajo el nombre de Jambyl. Fue traducido al ruso por el poeta Pável Kuznetsov y publicado en el periódico Pravda, siendo un éxito. A partir de entonces, un grupo de sus "secretarios", jóvenes poetas kazajos, trabajaron bajo el nombre de Jambyl. En 1941-1943, se les unió el poeta ruso Mark Tarlovski.

## Películas
1. 1994 - «Жамбыл: Адамзатың ұлы зыршысы», documental Jambyl: el Gran cantante de la Humanidad del director Kalila Umárov.